# Królowa Bona
Królowa Bona – polski serial historyczny w reżyserii Janusza Majewskiego, emitowany przez Telewizję Polską od 24 grudnia 1980 do 24 maja 1981. Serial realizowany był między innymi na Wawelu, w Malborku i na Zamku w Lidzbarku Warmińskim.

## Fabuła
Bohaterką dwunastoodcinkowego serialu jest Bona Sforza, która była córką tytularnego księcia Mediolanu, Giana Galeazzo Sforzy, a w 1518 roku została żoną Zygmunta I Starego i królową Polski. Serial to rozpisany na odcinki fresk historyczny, przedstawiający dzieje Polski i Wielkiego Księstwa Litewskiego w pierwszej połowie XVI wieku. Film ukazuje Bonę jako kobietę twardą, rozsądną władczynię, z uporem dążącą do wyznaczonych sobie celów.

## Główni bohaterowie
- Aleksandra Śląska – królowa Bona Sforza
- Zdzisław Kozień – król Zygmunt I Stary
- Jerzy Zelnik – królewicz / król Zygmunt II August
- Anna Dymna – księżniczka / królowa Barbara Radziwiłłówna
- Barbara Bursztynowicz – królewna Jadwiga Jagiellonka
- Zdzisław Wardejn – Gian Lorenzo Pappacoda
- Piotr Garlicki – Ludwik d’Alifio, burgrabia krakowski, doradca Bony
- Jan Machulski – Wolski, ochmistrz dworu królewskiego
- Leonard Pietraszak – Piotr Kmita, marszałek wielki koronny
- Jerzy Kamas – Jan Amor Tarnowski, kasztelan krakowski, hetman wielki koronny
- Jerzy Trela – Mikołaj Radziwiłł Czarny, brat Barbary Radziwiłłówny
- Bogusław Sochnacki – Mikołaj Radziwiłł Rudy, brat Barbary Radziwiłłówny
- Piotr Fronczewski – Stańczyk
- Marek Kondrat – Andrzej Frycz Modrzewski
- Wieńczysław Gliński – Andrzej Zebrzydowski, biskup krakowski
- Stefan Szmidt – Jan Hlebowicz, wojewoda wileński
- Józef Fryźlewicz – Seweryn Boner, bankier królewski, wielkorządca krakowski
- Mariusz Benoit – Jan Radziwiłł, krajczy litewski, brat Radziwiłłów
- Wiktor Sadecki – Andrzej Krzycki, biskup przemyski, sekretarz króla
- Józef Para – Wawrzyniec Międzyleski, biskup
- Stanisław Ptak – Mikołaj Dzierzgowski, prymas Polski
- Andrzej Stockinger – Jan Zaremba, wojewoda kaliski, ojciec Anny
- Janusz Bylczyński – Krzysztof Szydłowiecki, kanclerz wielki koronny, wojewoda krakowski
- Józef Duriasz – Konstanty Ostrogski, książę, hetman wielki litewski
- Wiktor Nanowski – Jerzy Radziwiłł, kasztelan wileński, hetman wielki litewski, ojciec Barbary
- Jan Tesarz – Olbracht Gasztołd, wojewoda trocki
- Bożena Adamek – Elżbieta Habsburżanka, pierwsza żona Zygmunta Augusta
- Maria Kowalik – Katarzyna Habsburżanka, trzecia żona Zygmunta Augusta
- Janusz Zakrzeński – Mikołaj Taszycki, podsędek krakowski, przywódca rokoszu w 1537 roku
- Teodor Gendera – Piotr Zborowski, uczestnik rokoszu z 1537 roku
- Arkadiusz Bazak – Piotr Opaliński, kasztelan
- Edmund Fetting – Albrecht Hohenzollern, wielki mistrz zakonu krzyżackiego książę Prus
- Konrad Morawski – Jan Łaski, prymas Polski
- Krzysztof Bartoszewicz – Jan, biskup wileński
- Franciszek Pieczka – Piotr Boratyński, poseł na Sejm
- Tadeusz Janczar – Samuel Maciejowski, biskup chełmski, sekretarz Zygmunta Starego
- Wojciech Alaborski – Andrzej Górka, kasztelan kaliski
- Olgierd Łukaszewicz – Ferdynand I, cesarz Świętego Cesarstwa Rzymskiego Narodu Niemieckiego, król Czech i Węgier
- Zdzisław Ćwioro – Joachim II Hektor, mąż królewny Jadwigi
- Eugenia Herman – Izabella Aragońska, księżna Mediolanu, matka Bony
- Andrzej Szczepkowski – Maciej Drzewicki, biskup
- Mirosław Szonert – Jan Chojeński, wielki kanclerz koronny
- Wieńczysław Gliński – Andrzej Zebrzydowski, biskup krakowski
- Aleksander Gąssowski – Piotr Gamrat, biskup przemyski
- Stefan Kąkol – Gasztołda, cześnik

W serialu wystąpili także
- Barbara Bursztynowicz – Jadwiga, córka Zygmunta I Starego z pierwszego małżeństwa
- Maria Czyż – Anna Jagiellonka, córka Bony i Zygmunta Starego
- Ewa Milde – Izabela Jagiellonka, królowa węgierska, córka Bony i Zygmunta Starego
- Aleksandra Sikorska – Katarzyna Jagiellonka, córka Bony i Zygmunta Starego
- Ewa Kasprzyk – dwórka
- Ewa Biała – dwórka
- Lidia Korsakówna – Marina, dwórka Bony
- Irena Karel – Zuzanna Myszkowska, dwórka Bony
- Halina Rowicka – Anna Zarembianka, dwórka Bony
- Monika Sołubianka – Diana, dwórka Bony
- Renata Frieman-Kryńska Beatrice, dwórka Bony
- Stefan Paska – sługa Bony, świadek podpisania testamentu
- Jan Pyjor – sługa Bony, świadek podpisania testamentu
- Jan Ciecierski – Gaetano, sługa Bony
- Marian Cebulski – Chwalczewski, urzędnik Bony
- Hanna Stankówna – Katarzyna Helzelin, dwórka Elżbiety Habsburżanki
- Małgorzata Zajączkowska – Bogna, dwórka Barbary Radziwiłłówny
- Maciej Kozłowski – dworzanin
- Jerzy Moes – dworzanin
- Tomasz Mędrzak – dworzanin
- Maciej Kozłowski – dworzanin
- Jerzy Rogowski – dworzanin
- Andrzej Baranowski – Morawiec, dworzanin
- Juliusz Machulski – dworzanin księżnej Anny mazowieckiej składający zeznania w sprawie śmierci księcia Janusza mazowieckiego
- Stanisław Zatłoka – Ostoja, dworzanin Zygmunta Augusta
- Magdalena Scholl – Barbara Radziwiłłówna w dzieciństwie
- Paweł Cano Zygmunt II August w wieku 2 lat
- Dariusz Wilk – Zygmunt II August w wieku 10 lat
- Zofia Saretok – Diana di Cordona, kochanka Zygmunta Augusta
- Andrzej Mrowiec – astrolog na dworze Sforzów
- Włodzimierz Boruński – astrolog na Wawelu
- Lech Grzmociński – szlachcic u królowej w sprawie Puszczy Knyszyńskiej
- Jan Kociniak – chłop, nowo mianowany burmistrz Baru
- Henryk Bista – Jan Marsupin, poseł habsburski w Krakowie
- Kazimierz Iwor – Jan Lang, poseł habsburski
- Janusz Sterniński – karzeł, trefniś królowej
- Stanisław Igar – di Matera, doktor
- Andrzej Balcerzak – stary szlachcic
- Jerzy Fedorowicz – Mikołaj Wilga, dzierżawca
- Leopold René Nowak – starosta Rudnicki
- Józef Grzeszczak – jeździec
- Tadeusz Teodorczyk – senator
- Maciej Grzybowski
- Tadeusz Kożusznik
- Mirosława Krajewska
- Leszek Ostrowski
- Aleksander Pestyk
- Bogdan Wiśniewski
- Janusz Dziubiński
- Witold Gruszecki
- Zbigniew Nawrocki
- Ryszard Łukowski
- Henryk Majcherek
- Jerzy Czupryniak
- Ludwik Kasendra
- Tadeusz Jurasz
- Wojciech Biernawski
- Maciej Grzybowski
- Ryszard Jaśniewicz
- Marian Harasimowicz